# 挙母劇場
挙母劇場（ころもげきじょう）は、かつて愛知県豊田市神明町にあった劇場・映画館。前身は1882年（明治15年）に劇場として開館した祝栄座（しゅくえいざ）。後に宝集座（ほうしゅうざ）と改名し、1934年（昭和9年）に挙母劇場と改名した。1994年（平成6年）頃に閉館した。

## データ
- 所在地：愛知県豊田市神明町2丁目9番地、現在のマンション「ライオンズシティ豊田東棟」[3]の位置
  - 開業当時の挙母市天神町74番地

| スクリーン名      | 座席数                                                                              |
| ----------------- | ----------------------------------------------------------------------------------- |
| 挙母劇場          | 570席（1970年代前半時点） 235席（1975年改築後） 250席（1977年以後1980年代前半時点） |
| コロモシネマ      | 130席（1980年代前半）                                                               |
| コロモ劇場1・2・3 | スクリーン1：130席 スクリーン2：147席 スクリーン3：227席 （いずれも1988年時点）     |

## 歴史
1882年（明治15年）には西加茂郡挙母町最古の劇場として祝栄座が開館。1913年（大正2年）には川島興業社によって、竹生通を児ノ口公園方向に入った場所に挙母町2館目の劇場として大正座（後の昭和劇場）が開館している。祝栄座は後に宝集座に改名され、1934年（昭和9年）に挙母劇場に改名された。
挙母劇場は映画館としての設備も有しており、1938年（昭和13年）には松竹、日活、新興、東宝の4社の作品の上映権を持つ劇場となっている。同年の地方紙『加茂時報』には、挙母劇場が発声装置（音響設備）を設置する予定であると報じている。この頃の挙母劇場は700席から800席を有した。休日には大変な賑わいだったという。
挙母劇場や昭和劇場は設備が古く、また名古屋市の映画館などと比べて新作の公開が遅れていたことから、1951年には喜多町発展会の有志を中心として株式会社組織のアート座が開館している。
1975年（昭和50年）7月26日には鉄筋コンクリート造3階建の「ニューコロモビル」に建て替えられ、ビルの2階に235席の映画館として再オープン。1階にパブリックバー、3階に麻雀荘を併設する複合施設となった。再開業時の記念作品として『新幹線大爆破』（佐藤純弥監督）と『青春讃歌 暴力学園大革命』（本宮ひろ志原作、内藤誠監督）の2本立てが上映されている。
その後1980年（昭和55年）4月26日にパブリックバーがあった1階部分を「コロモシネマ」に改修し2スクリーン化。更に1980年代後半以降は3スクリーン体制の「コロモ劇場」に名称統一した。
1988年（昭和63年）10月8日、名鉄三河線豊田市駅前の西口市街地再開発ビル内に豊田そごうがオープンすると、当館が所在する神明町方面の再開発構想が浮上。近隣の駐車場不足に対応するべく7階建ての複合レジャービルを建設する計画が報じられたが、結局実現には結びつかず、挙母劇場は1994年（平成6年）頃に閉館した。劇場跡地には地上14階建てのマンション「ライオンズシティ豊田東棟」が1996年（平成8年）3月に竣工し、現在（2021年）に至る。挙母劇場に使われていた鬼瓦は豊田市郷土資料館の庭に展示されている。

## かつて豊田市中心部にあった映画館
| 画像 | 館名     | 所在地                 | 営業年              |
| ---- | -------- | ---------------------- | ------------------- |
|      | 挙母劇場 | 豊田市神明町2丁目9番地 | 1882年-1994年頃     |
|      | 昭和劇場 | 豊田市久保町4丁目1番地 | 1938年-1960年代中頃 |
|      | アート座 | 豊田市喜多町2丁目38    | 1951年-1991年       |